# Église Saint-Étienne de Trèbes
L'église Saint-Étienne de Trèbes est une église située dans la commune de Trèbes, dans le département de l'Aude, en région Occitanie. Elle est dédiée à saint Étienne et dépend du diocèse de Carcassonne. Elle est inscrite au titre des monuments historiques depuis le 3 septembre 1974.

## Localisation
L'église se situe dans la commune de Trèbes du département français de l'Aude.

## Description
Reconstruite en deux campagnes à la fin du XIIIe siècle et au XIVe siècle, l'église comprend une large nef unique de sept travées à charpente apparente sur arcs diaphragmes, et une abside pentagonale voûtée d'ogives, plus étroite et plus basse que la nef. Cinq larges et hautes baies formant des fenêtres géminées à lancette éclairent le chevet. Cinq chapelles également voûtées d'ogives ouvrent sur les cinquième et sixième travées au nord et au sud, et sur la première travée au nord. Un portail amorcé sur la façade occidentale n'a jamais été achevé et l'église ouvre par deux portes situées au nord et au sud de la deuxième travée. Le clocher est construit au sud de la première travée. Une fausse voûte d'ogives en plâtre édifiée sur la nef en 1860 s'effondre partiellement en 1977. Cet incident permet de découvrir trois-cent-cinquante corbeaux peints appartenant à la charpente primitive, qui sont alors dégagés et restaurés. Les figures peintes représentent des personnages dans leur vie quotidienne, et des ornements géométriques et végétaux. Cet ensemble est exceptionnel dans la région, le décor étant resté complet.

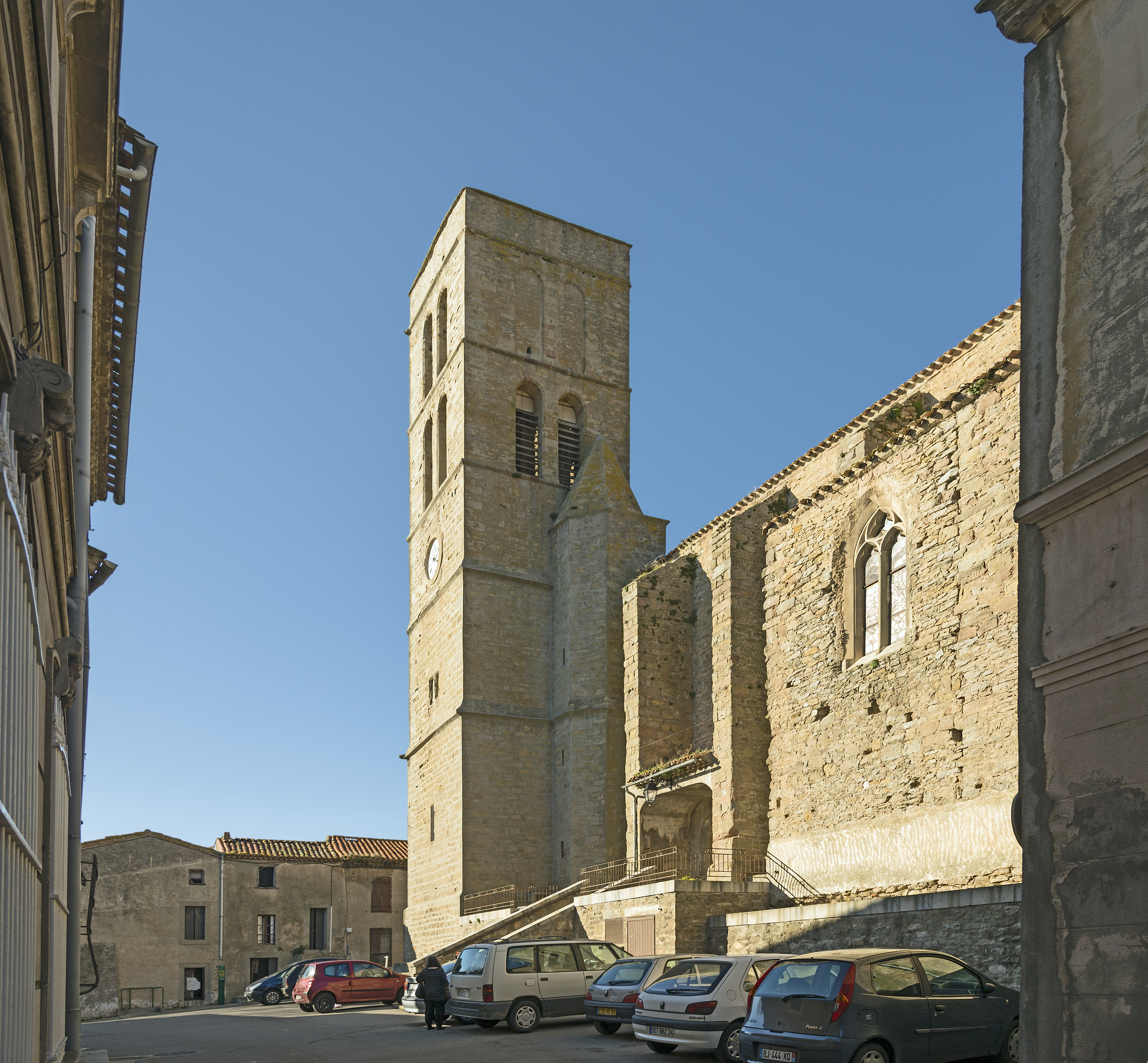
Façade sud, entrée et clocher de l’église.

## Historique
L'église date du XIIIe siècle, elle est mentionnée dans une bulle du pape Innocent IV, le 25 janvier 1253, et sa construction se poursuit au début du XIVe siècle dans le style gothique languedocien. Sa nef est surmontée d’une charpente reposant sur six arcs diaphragmes. En 1980, une restauration de l'édifice met au jour une série de cent-soixante-quinze corbeaux peints, en chêne, dont les extrémités sont ornées de personnages, hommes et femmes, pauvres et riches, chevaliers et rois, moines et religieuses, animaux, en donnant une illustration de la société médiévale. Le retable en marbre de Caunes-Minervois date de la fin du XVIIIe siècle. L'édifice est inscrit au titre des monuments historiques en 1974. C'est dans cette église qu'a eu lieu le dimanche des Rameaux 25 mars 2018 une messe en hommage aux victimes des attaques du 23 mars 2018 à Carcassonne et Trèbes, célébrée par Mgr Alain Planet, en présence d'une grande foule d'habitants de la région et des représentants de l'État.

## Paroisse
La paroisse regroupe désormais vingt-huit communes, dont celle de Trèbes. Elle est formée du regroupement de paroisses Sainte-Trinité-en-Alaric.